# Барбаросса: Меч Середземномор'я
Барбаросса: Меч Середземномор'я (тур. Barbaroslar: Akdeniz'in Kılıcı) — турецький телесеріал 2021 року у жанрі історії, фантастики, бойовик і пригоди, створений компанією ES Film.
Перша серія вийшла в ефір 16 вересня 2021 року.
Серіал має 1 сезон. Завершився 32-м епізодом, який вийшов у ефір 26 травня 2022 року.
Режисер серіалу — Берат Оздоган.
Сценаристи серіалу — Сердар Озоналан, Хасан Ермез, Мустафа Бурак Догу, Ібрагім Етем Арслан, Туба Кая.
В головних ролях — Улаш Туна Астепе, Енгін Алтан Дузуатан, Деврім Евін, Толга Аккая.
Сиквелом серіалу є серіал «Хайреддін Барбаросса: Указ султана», який транслювався на TRT 1 у 2022 році.

## Сюжет
Серіал розповідає дивовижну життєву історію одного з найвпливовіших паш за все існування Османської імперії. Його ім'я Хайр ад-Дін Барбаросса. Справжнім ім'ям героя в юності було Хизир і він був одним із чотирьох синів уславленого албанця гончара Якова. Чоловік разом із сім'єю жив на острові Лесбос. Коли Хизир був ще малий, то прийняв іслам і далі пішов за своїми старшими братами. Минуло кілька років, і він потрапив під керівництво старшого брата на ім'я Арудж. А невдовзі вже став одним із найгрізніших піратських капітанів Середземного моря. Саме брат Арудж дав Хизиру прізвисько Барбаросса. Брати змогли здобути славу найудачливіших піратів.

## Актори та ролі
| Актор                  | Роль                   |
| ---------------------- | ---------------------- |
| Улаш Туна Астепе       | Хайр ад-Дін Барбаросса |
| Бахадір Єнішегірліоглу | Дервіш Хусейн          |
| Деврім Евін            | Антоній - Мурат        |
| Толга Аккая            | Ярелі Гасан            |
| Гохан Генцебай         | Бульбуль               |
| Гонджа Сіласун         | Хума                   |
| Емір Бендерліоглу      | Пірі-реїс              |
| Озан Бінгол            | Шехзаде Мурад          |
| Суаві Ерен             | Майстер Сулейман       |
| Мехмет Али Каптанлар   | Йорго                  |
| Незір Цинарлі          | Хайир-бей              |
| Суат Карауста          | Мехмед II Фатіх        |
| Екрем Іспір            | Сулейман I Пишний      |
| Йеткин Дикинджилер     | Ісаак-реїс             |
| Серкан Ергун           | Бурак-реїс             |
| Бюлент Алкиш           | Кемаль-реїс            |
| Енгін Алтан Дузуатан   | Арудж-реїс             |

## Сезони
| Сезон               | Епізоди | Епізоди | Оригінальний показ | Оригінальний показ | Оригінальний показ |
| Сезон               | Епізоди | Епізоди | Перший показ       | Останній показ     | Мережа             |
| ------------------- | ------- | ------- | ------------------ | ------------------ | ------------------ |
| Сезон 1 (2021-2022) | 32      | 32      | 16 вересня 2021    | 26 травня 2022     | TRT 1              |

## Рейтинги серій
| Серія       | Рейтинг (TOTAL) | Рейтинг (AB) | Рейтинг (ABC) |
| ----------- | --------------- | ------------ | ------------- |
| 1.          | 6.86            | 6,50         | 8,16          |
| 2.          | 7.62            | 7,15         | 8,94          |
| 3.          | 6.04            | 5,95         | 7,39          |
| 4.          | 5.99            | 6,73         | 7,19          |
| 5.          | 6.05            | 6,58         | 7,40          |
| 6.          | 5.40            | 5,66         | 6,22          |
| 7.          | 6.16            | 5,64         | 6,58          |
| 8.          | 6.15            | 6,36         | 6,67          |
| 9.          | 6.33            | 6,38         | 7,07          |
| 10.         | 6.42            | 6,50         | 6,71          |
| 11.         | 6.53            | 6,84         | 7,34          |
| 12.         | 7.20            | 6,93         | х             |
| 13.         | 6.28            | 6,09         | 6,56          |
| 14.         | 6.46            | 5,42         | 6,74          |
| 15.         | 5.94            | 4,92         | 6,05          |
| 16.         | 5.83            | 5,13         | 5,88          |
| 17.         | 7.04            | 7,17         | 7,54          |
| 18.         | 5.97            | 4,75         | 6,36          |
| 19.         | 5.50            | 5,95         | 5,75          |
| 20.         | 7.01            | 6,48         | 6,94          |
| 21.         | 5.51            | 4,71         | 5,58          |
| 22.         | 5.39            | 4,97         | 5,59          |
| 23.         | 6.14            | 5,69         | 6,13          |
| 24.         | 5.61            | 4,84         | 5,27          |
| 25.         | 5.63            | 5,48         | 5,89          |
| 26.         | 4.73            | 4,76         | 4,91          |
| 27.         | 4.46            | 4,71         | 4,57          |
| 28.         | 4.18            | 3,85         | 4,48          |
| 29.         | 4.20            | 4,35         | 4,38          |
| 30.         | 4.19            | 3,41         | 4,11          |
| 31.         | 3.82            | 3,26         | 3,94          |
| 32. (фінал) | 3.74            | 3,03         | 3,74          |